# Heiner Buhlmann
Heiner Buhlmann, bürgerlich Heinrich Buhlmann (* 1947) ist ein deutscher Musikpädagoge, Dirigent und Oboist. 

## Leben
Buhlmann studierte Musik in den Fächern Klavier, Orgel, Oboe, Komposition und Dirigieren in Bremen und Berlin und schloss seine Studien 1975 mit der Reifeprüfung im Fach Oboe ab. Es folgte ein Lehrauftrag im Fach Klavier an der Universität Bremen und ein Engagement am städtischen Orchester Bremerhaven als Englischhornist.
1980 kam er zur Musikschule Bremen und gründete im selben Jahr das Jugendsinfonieorchester Bremen. Es folgten 1982 die Gründung des Universitätsorchesters Oldenburg und 1983 die Gründung der Jugendsinfonietta Bremen, jeweils unter seiner Leitung. 1987 wurde er zunächst kommissarischer Leiter, 1988 dann ordentlicher Leiter der Musikschule Bremen. 1999 gründete er das Internationale Jugendsinfonieorchester Bremen, was er ebenfalls leitete.
Mit einem Abschiedskonzert am 14. Juli 2012 beendete er seine ständige Tätigkeit. Seit 2013 tritt Buhlmann mit dem „Arab Youth Philharmonic Orchestra“ auf.

## Leistungen
Buhlmann hat mit den von ihm gegründeten und geleiteten Bremer Jugendorchestern eine große Anzahl internationaler Konzertreisen unternommen.
Darüber hinaus hat er mit den Orchestern die Kinder- und Familienkonzerte in Bremen ins Leben gerufen und war maßgeblich beteiligt an der Entstehung und Durchführung der Open-Air-Konzerte unter dem Titel Musik und Licht am Hollersee, zu denen jährlich bis zu 20.000 Besucher kamen.